# 汪克用
汪克用（1517年—？），字子才，江西廣信府永豐縣人，□籍，明朝政治人物。

## 生平
江西鄉試第五十名舉人。嘉靖二十三年（1544年）中式甲辰科會試第一百六十六名，登第三甲第六十六名進士。授海宁县知县，选授南京江西道监察御史。

## 家族
曾祖汪貴，同知；祖父汪炳，州吏目；父汪臺，母吕氏。重庆下。兄克良。弟克讓、克忠、克俊、克勤。